# USS Congress (1799)
La USS Congress fu una fregata pesante a tre alberi da 38 cannoni della United States Navy. Fu così chiamata da George Washington per riflettere uno dei principi della costituzione americana. La nave fu costruita da James Hackett a Portsmouth, nel New Hampshire, e fu varata il 15 agosto 1799. Fu una delle sei fregate originali della US Navy costruite con l'autorizzazione del Naval Act del 1794. Joshua Humphreys progettò queste fregate per essere le navi principali della giovane marina statunitense. La Congress e le sue gemelle erano quindi più grosse e più pesantemente armate delle fregate standard del periodo.
I primi incarichi nella US Navy furono di proteggere i navigli americani durante la quasi-guerra con la Francia e di sconfiggere i corsari barbareschi nella prima guerra barbaresca. Durante la guerra del 1812 svolse molte lunghe crociere in compagnia della gemella President e catturò, o aiutò a catturare, venti navi mercantili britanniche. Alla fine del 1813, a causa di una carenza di materiali per poterla riparare, fu messa in riserva per il resto della guerra. Nel 1815 ritornò in servizio per la seconda guerra barbaresca e svolse pattuglie durante tutto il 1816. Negli anni 20 aiutò a sopprimere la pirateria nelle Indie Occidentali, svolse parecchi viaggi in Sudamerica e fu la prima nave statunitense a visitare la Cina. La Congress spese i restanti dieci anni di servizio come nave caserma fino a quando non fu demolita nel 1834.

## Costruzione
Nel 1785 i corsari barbareschi, principalmente provenienti da Algeri, iniziarono ad impadronirsi di navi mercantili statunitensi nel Mediterraneo. Solo nel 1793 undici navi furono catturate, prendendo in ostaggio gli equipaggi per chiedere un riscatto. Per combattere questo fenomeno fu proposta una protezione da parte della US Navy del naviglio commerciale statunitense, che risultò nel Naval Act del 1794. L'atto assegnava i fondi per la costruzione di sei fregate, ma includeva una clausola per cui, in caso di pace con Algeri, la costruzione delle navi sarebbe stata bloccata.

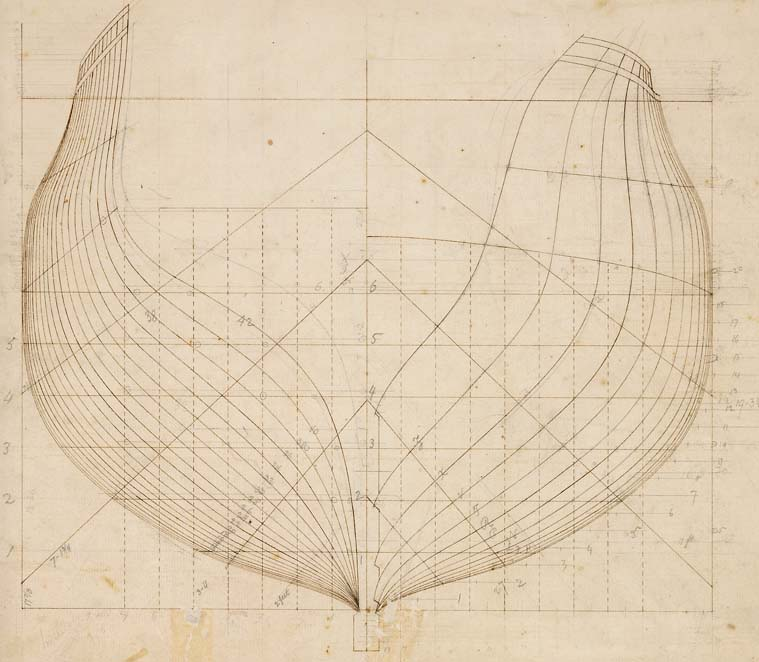
Piano di costruzione delle fregate USS Constellation (1797) e USS Congress (1799).

Il progetto di Joshua Humphreys era inusuale per il tempo a causa della chiglia profonda e lunga, del baglio massimo ridotto e dei pesanti cannoni imbarcati. Il progetto prevedeva costole diagonali intese per ridurre l'inarcamento della nave, che rendevano il fasciame estremamente robusto. Il progetto di Humphreys si basava sull'idea che i giovani Stati Uniti del periodo non potessero competere con le marine europee per numero di unità; le fregate progettate dovevano quindi essere in grado si sopraffare le fregate europee ma anche di scappare dai vascelli di linea nemici.
La Congress ricevette il nome dal presidente George Washington a ricordo di uno dei principi della costituzione degli Stati Uniti, il Congresso. La chiglia fu impostata verso la fine del 1795 in un cantiere di Portsmouth, nel New Hampshire. James Hackett fu incaricato della costruzione e il capitano James Sever servì da sovrintendente. La costruzione proseguì a rilento e fu completamente sospesa nel marzo 1796, quando fu firmato un trattato di pace con Algeri. La Congress rimase in cantiere, incompleta, fino a quando nel 1798 le relazioni con la Francia si deteriorarono con l'inizio della quasi-guerra. Su richiesta del presidente John Adams, il 16 luglio 1798 furono approvati i fondi per terminarne la costruzione.

### Armamento
Il Naval Act del 1794 specificava che le fregate da costruirsi dovevano essere da 36 cannoni. La Congress e la gemella Constellation furono però classificate da 38 cannoni per le loro notevoli dimensioni di 50 m di lunghezza e 12 m di larghezza.
La classificazione per numero di cannoni significava solo il numero approssimativo di cannoni. La Congress, infatti, usualmente trasportava fino a 48 cannoni. Le navi di quest'epoca non avevano una batteria fissa come le navi moderne. I cannoni erano progettati per essere trasferibili tra le unità e spesso erano scambiati tra le navi a seconda del bisogno. Ogni comandante poteva infatti disporre l'armamento a suo piacimento, considerando fattori come il carico trasportato e la zona stimata di navigazione. L'armamento cambiava quindi spesso nella vita di un'unità e non venivano solitamente tenuti registri di questi cambiamenti. Durante la sua prima crociera, durante la quasi-guerra, la Congress imbarcava 40 cannoni, di cui 28 da 18 libbre (8 kg) e 12 da 9 libbre (4 kg). Per i pattugliamenti durante la guerra del 1812  era invece armata con una batteria di 44 cannoni, consistenti in 24 cannoni da 18 libbre e 20 cannoni da 32 libbre (15 kg).

## Servizio

### Quasi-guerra
La Congress fu varata il 15 agosto 1799, al comando del capitano Sever. Dopo l'allestimento presso Rhode Island, prese il mare il 6 gennaio 1800, in compagnia della Essex, per scortare alcune navi mercantili dirette nelle Indie Orientali. Sei giorni dopo perse tutti gli alberi durante una tempesta. Dato che il sartiame era stato regolato in un clima freddo, si allentò quando la nave raggiunse climi più miti. Senza il supporto del sartiame, la nave disalberò completamente nell'arco di quattro ore, uccidendo un membro dell'equipaggio che stava cercando di riparare l'albero di maestra. L'equipaggio issò una vela d'emergenza e la nave ritornò all'arsenale di Gosport per le riparazioni. Mentre era lì, alcuni ufficiali sottoposti di Sever annunciarono di non avere fiducia nelle capacità di comando del loro capitano. Fu tenuta un'udienza e il capitano Sever fu scagionato di qualsiasi capo d'accusa e rimase al comando della Congress, anche se molti membri dell'equipaggio furono trasferiti alla Chesapeake.
Rimase in porto per sei mesi mentre l'alberatura veniva riparata per salpare nuovamente il 26 luglio 1800, con destinazione le Indie Occidentali. La Congress svolse pattugliamenti di routine scortando navi statunitensi e cercando eventuali navi francesi da catturare. In due occasioni fu sul punto d'incagliarsi. La prima, mentre inseguiva una nave corsara francese, quando si ritrovò in acque basse dove furono avvistati scogli vicino alla superficie. Anche se l'esatta profondità non fu mai determinata, Sever abbandonò immediatamente l'inseguimento e cambiò rotta verso acque più sicure. La seconda volta accadde davanti alla costa delle Caicos, quando durante la notte la nave andò alla deriva verso la barriera corallina. All'alba la situazione fu scoperta dalle vedette.
Il 3 febbraio 1801 fu ratificato un trattato di pace con la Francia e la Congress ritornò a Boston nell'aprile dello stesso anno. In accordo con l'atto del Congresso passato il 3 marzo, firmato dal presidente John Adams, le tredici fregate allora in servizio dovevano essere mantenute nella flotta. Sette di queste però, tra cui la Congress, dovevano essere poste in riserva. Durante la navigazione verso l'arsenale di Washington, la nave sorpassò Mount Vernon lungo il Potomac e il capitano Sever ordinò di ammainare le vele, issare a mezz'asta la bandiera americana e sparare 13 salve di cannone in onore del da poco defunto George Washington. La Congress fu disarmata a Washington insieme alla United States e alla New York.

### Prima guerra barbaresca
Durante il periodo d'attrito tra Stati Uniti e Francia della quasi-guerra il problema degli stati barbareschi fu risolto col pagamento di un tributo per assicurare che le navi mercantili non fossero saccheggiate o catturate. Nel 1801 Yusuf Karamanli di Tripoli, non più soddisfatto di quanto riceveva rispetto ad Algeri, domandò un immediato pagamento di 250 000 $. In risposta, Thomas Jefferson mandò una squadra di fregate a proteggere il naviglio americano nella zona e a cercare la pace con gli stati barbareschi.
La prima squadra, al comando del commodoro Richard Dale della President, fu istruita di scortare le navi mercantili attraverso il Mediterraneo e di negoziare coi governanti degli stati barbareschi. Una seconda squadra fu assemblata, al comando del commodoro Richard Valentine Morris della Chesapeake, ma gli esiti di questa spedizione furono così terribili da valere al commodoro un richiamo e la successiva radiazione dalla marina nel 1803. Una terza squadra, al comando del commodoro Edward Preble della Constitution, fu mandata nel Mediterraneo e per la metà del 1804 combatté con successo la battaglia del porto di Tripoli.
Nell'aprile 1804 il presidente Jefferson rinforzò la squadra di Preble con quattro fregate aggiuntive, che sarebbero dovute partire il prima possibile. Le fregate President, Congress, Constellation e Essex furono così poste sotto il comando del commodoro Samuel Barron. La Congress era comandata dal capitano John Rodgers. Passarono due mesi prima che la squadra potesse lasciare l'America. partirono alla fine di giugno ed arrivarono a Gibilterra il 12 agosto. La Congress e la Essex furono immediatamente mandate a pattugliare la costa di Tangeri e, quando due settimane dopo le navi ritornarono a Gibilterra, la Congress continuò verso Tripoli.
La Congress, accompagnata dalla Constellation, ricevette l'ordine di bloccare il porto di Tripoli. Catturò uno sciabecco prima di dirigersi a Malta per alcune riparazioni il 25 ottobre. Il 6 novembre Rodgers assunse il comando della Constitution e al suo posto Stephen Decatur assunse il comando della Congress. La successiva attività conosciuta della Congress fu il blocco navale della Tunisia, insieme alla Vixen, all'inizio del giugno 1805. Il 23 giugno furono raggiunte da altre navi statunitensi. All'inizio di settembre la Congress trasportò l'ambasciatore tunisino a Washington. In seguito la nave fu posta in riserva presso l'arsenale di Washington dove servì come aula per le lezioni d'addestramento dei cadetti per tutto il 1807.

### Guerra del 1812
Nel 1811 la Congress richiese ingenti lavori di riparazione per poter tornare in servizio, al comando del capitano John Rogers. All'inizio del 1812 svolse pattugliamenti di routine, prima che la guerra fosse dichiarata il 18 giugno. Alla dichiarazione di guerra la nave fu assegnata alla squadra del commodoro Rodgers insieme alla Argus, Hornet, President e United States.

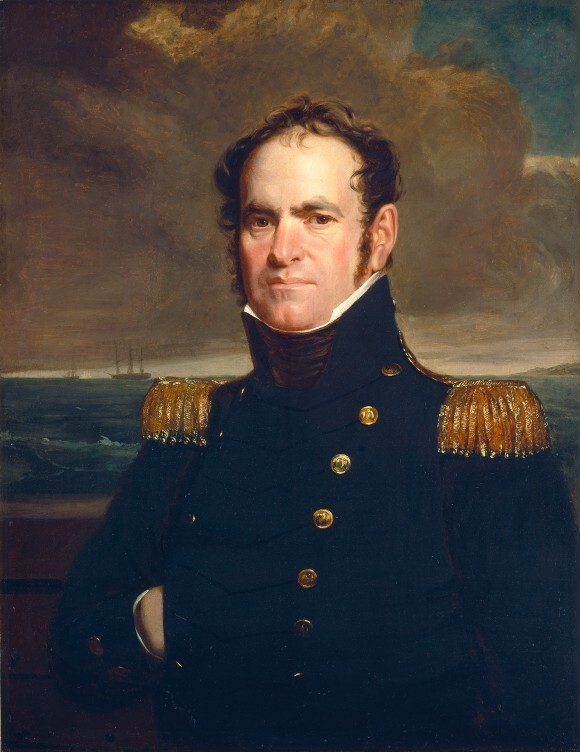
Il commodoro John Rodgers, 1814 circa.

Quasi subito Rogers fu informato da una nave mercantile di passaggio che una flotta di mercanti britannici stava scappando dalla Giamaica verso l'Inghilterra. La Congress navigò all’inseguimento, ma la caccia fu interrotta quando, il 23 giugno, la President iniziò ad inseguire la HMS Belvidera. La Congress seguì la President durante la caccia e sparò con i cannoni di caccia alla nave britannica in fuga. Non essendo riuscita a catturare la Belvidera la squadra ritornò all'inseguimento delle navi giamaicane. Il 1 luglio la squadra iniziò a seguire una scia di noci di cocco e bucce d'arancia che la flotta mercantile aveva lasciato in mare. Navigando fino ad un solo giorno dalla Manica, la squadra non avvistò mai il convoglio e quindi il 13 luglio Rodgers dichiarò concluso l'inseguimento. Durante il viaggio di ritorno verso Boston, la Congress aiutò nella cattura di sette navi mercantili, inclusa la ricattura di una nave americana.
L'8 ottobre la Congress salpò con la President da Boston per iniziare la seconda missione della guerra contro i britannici. Il 31 dello stesso mese entrambe le navi iniziarono ad inseguire la HMS Galatea, che stava scortando due navi mercantili. La Galatea e le sue protette furono inseguite per tre ore, durante le quali la Congress catturò la nave mercantile Argo. nel mentre, la President rincorreva la Galatea, ma al tramonto ne perse le tracce. La Congress e la President rimasero insieme fino a novembre ma non riuscirono a trovare alcuna nave da catturare. Per tornare negli Stati Uniti passarono a nord delle Bermuda, procedendo verso i capi della Virginia e il 31 dicembre arrivarono a Boston. Durante l'intero periodo in mare, in totale le due fregate catturarono nove navi mercantili.
La Congress e la President rimasero bloccate nel porto di Boston dalla Royal Navy fino al 30 aprile 1813, quando riuscirono a scappare a prendere il mare per la terza volta durante la guerra. Il 2 maggio le due fregate iniziarono l'inseguimento della HMS Curlew, che però le distaccò per poi darsi alla fuga. L'8 maggio la Congress si separò dalla President per pattugliare la zona delle isole di Capo Verde e la costa del Brasile. Catturo solo quattro piccole navi britanniche e verso la fine del 1813 ritornò all'arsenale di Portsmouth per alcune riparazioni. In questo periodo della guerra i materiali e il personale furono mandati verso la zona dei grandi laghi, creando una carenza di risorse per riparare la fregata. A causa della mole di riparazioni necessarie fu deciso di metterla in riserva, dove rimase fino alla fine della guerra.

### Seconda guerra barbaresca

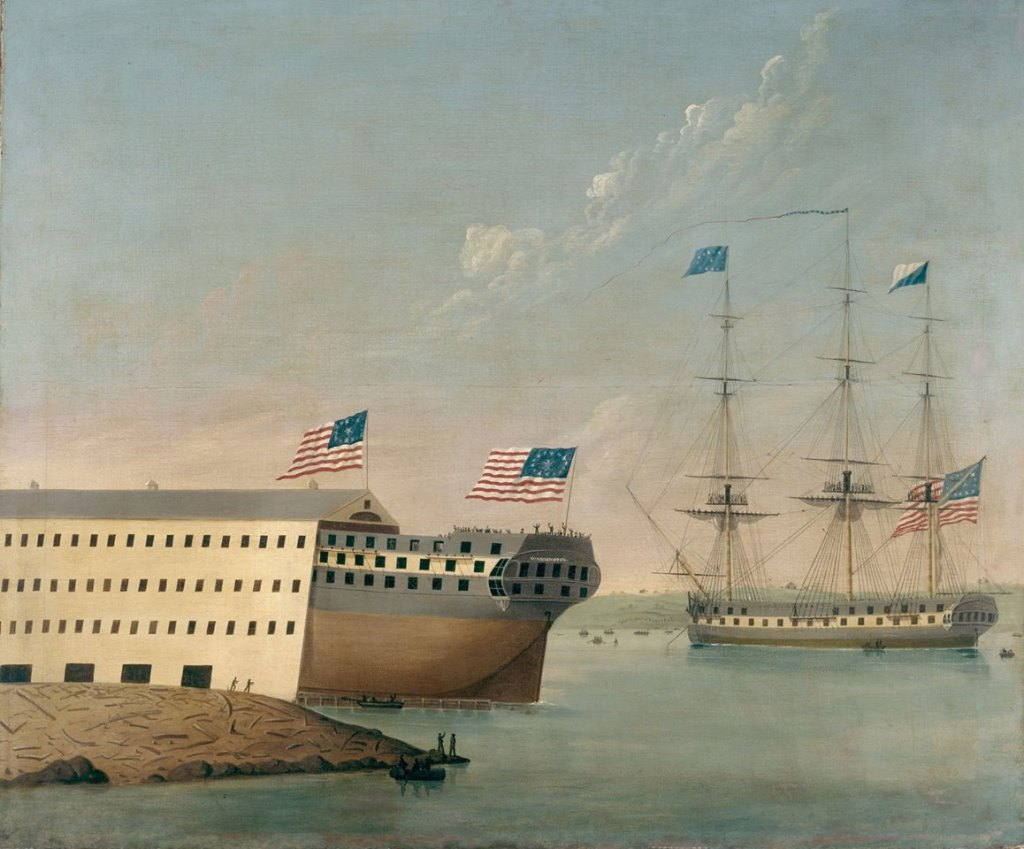
1 ottobre 1814, varo presso l'arsenale di Portsmouth della USS Washington, vascello da 74 cannoni. Sullo sfondo è ritratta la USS Congress.

Poco dopo la dichiarazione di guerra tra Stati Uniti e Regno Unito, nel 1812, Algeri sfruttò l'occasione per intercettare navi americane nel Mediterraneo. Il 2 marzo 1815, su richiesta del presidente James Madison, Il Congresso dichiarò guerra ad Algeri. I lavori per preparare due squadre iniziarono subito; una a Boston, agli ordini del commodoro William Bainbridge, e una a New York, al comando del Commodoro Stephen Decatur.
Il capitano Charles Morris prese il comando della Congress, che fu assegnata alla squadra di Bainbridge. Dopo le riparazioni ed un raddobbo, la nave trasportò il nuovo ambasciatore in Olanda William Eustis al suo nuovo incarico. La Congress partì in giugno e dopo qualche settimana in Olanda salpò verso il Mediterraneo, arrivando a Cartagena, in Spagna, all'inizio di agosto per riunirsi alla squadra di Bainbridge. Al momento dell'arrivo della Congress, però, il commodoro Decatur aveva già concluso una pace con Algeri.
Le navi Congress, Erie, Chippewa e Spark navigarono insieme all'ammiraglia di Bainbridge, il vascello di linea Independence, il primo commissionato dalla U.S. Navy, fino davanti ad Algeri come dimostrazione di potenza. La squadra si presentò in seguito a Tripoli e a Tunisi, tornando a Gibilterra all'inizio di ottobre. Molte navi, tra le quali la Congress, a quel punto ricevettero l'ordine di tornare negli Stati Uniti. La nave arrivò a Newport e procedette poi per Boston, dove fu decommissionata nel dicembre 1815 e posta in riserva.

### Ultimi anni
Nel giugno 1816 Charles Morris fu nuovamente al comando della Congress ed iniziò i preparativi per un viaggio verso la costa del Pacifico degli Stati Uniti. Il suo obiettivo era prendere Fort Astoria ai britannici e condurre ricerche nei porti lungo la costa per migliorare il traffico commerciale dell'area. Questi piani furono cancellati quando una nave da guerra statunitense ebbe una collisione con una nave della marina spagnola nel Golfo del Messico. Come conseguenza Morris fu nominato comandante di una squadra nel Golfo del Messico per assicurarsi che le navi mercantili statunitensi non fossero molestate dagli spagnoli.
La Congress arrivò nel golfo nel dicembre 1816 e pattugliò l'area fino al luglio 1817, svolgendo compiti che Morris descrisse come "tediosi e poco interessanti". Da lì la nave navigò verso Haiti, dove Morris e un agente degli Stati Uniti negoziarono un accordo con Henri Christophe per il caso di una nave catturata.  Dopo, la Congress salpò alla volta del Venezuela per osservare e raccogliere informazioni sulla guerra d'indipendenza in corso. Il 21 agosto arrivò nella città venezuelana di Barcelona.
Al ritorno all'arsenale di Norfolk Morris chiese di essere sostituito al comando a causa di problemi di salute. Il capitano Arthur Sinclair assunse quindi il comando. Sinclair iniziò a prepararsi per un nuovo viaggio in Sud America per trasportare un contingente diplomatico che doveva rassicurare le varie nazioni sudamericane sulla neutralità degli Stati Uniti in caso di guerre d'indipendenza contro la Spagna. I diplomatici includevano Caesar A. Rodney, John Graham, Theodorick Bland, Henry Brackenridge, William Reed e Thomas Rodney. La Congress partì il 4 dicembre e ritorno a Norfolk nel luglio 1818.
All'inizio del 1819 la Congress viaggio fino in Cina al comando del capitano John D. Henley, diventando la prima nave della US Navy a visitare la nazione. Ritornò negli Stati Uniti nel maggio 1821. Poco dopo alcuni pirati iniziarono a impadronirsi di navi americane nelle Indie Occidentali e all'inizio del 1822 la nave servì come ammiraglia del commodoro James Biddle. Il 24 luglio dello stesso anno la nave recuperò i prigionieri dalla nave pirata catturata Bandara D'Sangare. La seguente attività annotata fu il ritorno a Norfolk nell'aprile 1823, dove Biddle immediatamente iniziò a preparare un viaggio in Spagna e Argentina per portare i nuovi ambasciatori, nell'ordine Hugh Nelson e Caesar A. Rodney.
Modifiche estese furono richieste al ponte di corridoio per accomodare la moglie di Rodney e i suoi 11 bambini. In aggiunta, I mobili e i suppellettili di casa Rodney, descritti da Biddle come "abbastanza da riempire una nave mercantile", furono posti nella stiva della nave obbligando lo spostamento dei magazzini di scorte. La nave partì da Wilmington, nel Delaware, l'8 giugno e arrivò a Gibilterra dove Hugh Nelson sbarcò.. Il 18 settembre la Congress arrivò a Rio de Janeiro, dove Rodney affittò una nave mercantile per proseguire il viaggio fino a Buenos Aires. La Congress ritornò a Norfolk il 17 dicembre 1823.
Dopo il ritorno la Congress servì come nave caserma. Fu spostata al traino tra gli arsenali di Norfolk e di Washington quando ce ne fu bisogno. Rimase con questo compito per i successivi 10 anni, fino a quando un controllo delle condizioni svolto nel 1834 la trovò impossibile da riparare. L'anno seguente fu quindi demolita.